# Seis días de Londres
Los Seis días de Londres es una carrera de ciclismo en pista, de la modalidad de seis días, que se disputa en Londres. Su primera edición data de 1923 con diferentes paréntesis hasta 1980. De 1936 a 1980 se corrió en el Empire Pool and Sports de Wembley y desde su retorno en 2015 se disputa en el Velódromo de Londres.

## Palmarés
| Año       | Ganadores                          | Segundos                            | Terceros                            |
| --------- | ---------------------------------- | ----------------------------------- | ----------------------------------- |
| 1923      | Aloïs Persijn Pierre Vandevelde    | Marcel Godiver Georges Peyrode      | Marcel Dupuy Giuseppe Oliveri       |
| 1924-1933 | ediciones no realizadas            | ediciones no realizadas             | ediciones no realizadas             |
| 1934      | Sydney Cozens Piet van Kempen      | Gustav Kilian Heinz Vopel           | Fred Ottevaire Charles Winter       |
| 1935      | edición no realizada               | edición no realizada                | edición no realizada                |
| 1936      | Gustav Kilian Heinz Vopel          | Jean Aerts Albert Buysse            | Emile Diot Emile Ignat              |
| 1937      | Piet van Kempen Albert Buysse      | Emile Diot Emile Ignat              | Alfred Crossley Jimmy Walthour      |
| 1938      | Albert Billiet Albert Buysse       | Kees Pellenaars Frans Slaats        | Piet van Kempen Cor Wals            |
| 1939      | Omer De Bruycker Karel Kaers       | Arie Van Vliet Cor Wals             | Albert Billiet Albert Buysse        |
| 1940-1950 | ediciones no realizadas            | ediciones no realizadas             | ediciones no realizadas             |
| 1951      | René Adriaenssens Albert Bruylandt | Reginald Arnold Alfred Strom        | Severino Rigoni Ferdinando Terruzzi |
| 1952      | Reginald Arnold Alfred Strom       | Severino Rigoni Ferdinando Terruzzi | Armin von Büren Jean Roth           |
| 1953-1966 | ediciones no realizadas            | ediciones no realizadas             | ediciones no realizadas             |
| 1967      | Freddy Eugen Palle Lykke Jensen    | Dieter Kemper Horst Oldenburg       | Gerard Koel Peter Post              |
| 1968      | Patrick Sercu Peter Post           | Dieter Kemper Horst Oldenburg       | Giuseppe Beghetto Klaus Bugdahl     |
| 1969      | Patrick Sercu Peter Post           | Dieter Kemper Klaus Bugdahl         | Graeme Gilmore William Lawrie       |
| 1970      | Patrick Sercu Peter Post           | Sigi Renz Tony Gowland              | Dieter Kemper Klaus Bugdahl         |
| 1971      | Patrick Sercu Peter Post           | Alain Van Lancker Tony Gowland      | Fritz Pfenninger Erich Spahn        |
| 1972      | Patrick Sercu Tony Gowland         | Leo Duyndam Gerben Karstens         | Alain Van Lancker Jacky Mourioux    |
| 1973      | Leo Duyndam Gerben Karstens        | Patrick Sercu Gianni Motta          | Alain Van Lancker Jacky Mourioux    |
| 1974      | Patrick Sercu René Pijnen          | Leo Duyndam Roy Schuiten            | Sigi Renz Tony Gowland              |
| 1975      | Günther Haritz René Pijnen         | Wilfried Peffgen Tony Gowland       | Patrick Sercu Alain Van Lancker     |
| 1976      | edición no realizada               | edición no realizada                | edición no realizada                |
| 1977      | Patrick Sercu René Pijnen          | Donald Allan Danny Clark            | Wilfried Peffgen Albert Fritz       |
| 1978      | Donald Allan Danny Clark           | Gerrie Knetemann Jan Raas           | Wilfried Peffgen Albert Fritz       |
| 1979      | Patrick Sercu Albert Fritz         | Gerben Karstens René Pijnen         | Gert Frank René Savary              |
| 1980      | Donald Allan Danny Clark           | Gert Frank Kim Gunnar Svendsen      | Patrick Sercu Albert Fritz          |
| 1981-2014 | ediciones no realizadas            | ediciones no realizadas             | ediciones no realizadas             |
| 2015      | Kenny De Ketele Moreno De Pauw     | Christopher Latham Oliver Wood      | Iljo Keisse Gijs Van Hoecke         |
| 2016      | Kenny De Ketele Moreno De Pauw     | Mark Cavendish Bradley Wiggins      | Cameron Meyer Callum Scotson        |
| 2017      | Cameron Meyer Callum Scotson       | Mark Cavendish Peter Kennaugh       | Kenny De Ketele Moreno De Pauw      |
| 2018      | Yoeri Havik Wim Stroetinga         | Leigh Howard Kelland O'Brien        | Roger Kluge Theo Reinhardt          |
| 2019      | Elia Viviani Simone Consonni       | Mark Cavendish Owain Doull          | Yoeri Havik Wim Stroetinga          |